# 1262 dans les croisades
- Mamelouks :     Az-Zâhir Rukn ad-Dîn Baybars al-Bunduqdari

Cette page regroupe les évènements concernant les Croisades qui sont survenus en 1262 :
Le pape Urbain IV dresse à l'évêque de Cologne et l'archevêque de Magdebourg le tableau le plus affligeant de la Terre-Sainte et les engage à percevoir le centième sur les revenus ecclésiastiques.
- Mort d'Henri Embriaco, seigneur du Gibelet[2].